# Taylor (Wisconsin)
Taylor é uma vila localizada no estado norte-americano de Wisconsin, no Condado de Jackson.

## Demografia
Segundo o censo norte-americano de 2000, a sua população era de 513 habitantes.
Em 2006, foi estimada uma população de 498, um decréscimo de 15 (-2.9%).

## Geografia
De acordo com o United States Census Bureau tem uma área de
1,9 km², dos quais 1,9 km² cobertos por terra e 0,0 km² cobertos por água. Taylor localiza-se a aproximadamente 283 m acima do nível do mar.

## Localidades na vizinhança
O diagrama seguinte representa as localidades num raio de 24 km ao redor de Taylor.